# Odenwald bei Hirschhorn
Odenwald bei Hirschhorn este o arie protejată (arie specială de conservare — SAC, sit de importanță comunitară — SCI) din Germania întinsă pe o suprafață de 5.281,58 ha, integral pe uscat.

## Localizare
Centrul sitului Odenwald bei Hirschhorn este situat la coordonatele 49°24′55″N 8°52′38″E / 49.4153°N 8.8772°E.

## Înființare
Situl Odenwald bei Hirschhorn a fost declarat sit de importanță comunitară în iulie 2001 pentru a proteja 2 specii de plante și 19 specii de animale. Situl a fost protejat și ca arie specială de conservare în martie 2008.

## Biodiversitate
Situată în ecoregiunea continentală, aria protejată conține 9 habitate naturale: Cursuri de apă de la nivel de câmpie la nivel montan, cu vegetație Ranunculion fluitantis și Callitricho-Batrachion, Formațiuni ierboase bogate în specii de Nardus, dezvoltate pe substraturi silicioase în zone montane (și în zone submontane, în Europa continentală), Liziere de ierburi înalte hidrofile de câmpie și de nivel montan până la alpin, Fânețe de joasă altitudine (Alopecurus pratensis, Sanguisorba officinalis), Grohotișuri silicioase medio-europene, la altitudine înaltă, Peșteri inaccesibile publicului, Păduri de fag Luzulo-Fagetum, Păduri pe pante, grohotișuri și ravene de Tilio-Acerion, Păduri aluvionare cu Alnus glutinosa și Fraxinus excelsior (Alno-Padion, Alnion incanae, Salicion albae).
La baza desemnării sitului se află mai multe specii protejate:
- plante (2): mușchi (Dicranum viride), Vandenboschia speciosa
- păsări (13): pescăruș albastru (Alcedo atthis), Ardea cinerea cinerea, ciocănitoarea de stejar (Dendrocopos medius), ciocănitoare pestriță mică (Dendrocopos minor), ciocănitoare neagră (Dryocopus martius), Falco peregrinus peregrinus, sfrâncioc roșiatic (Lanius collurio), gaia neagră (Milvus migrans), muscar sur (Muscicapa striata), viespar (Pernis apivorus), cormoran mare (Phalacrocorax carbo carbo), codroșul de pădure (Phoenicurus phoenicurus), pitulice sfârâitoare (Phylloscopus sibilatrix)
- mamifere (3): liliac cârn (Barbastella barbastellus), liliac cu urechi mari (Myotis bechsteinii), liliac comun (Myotis myotis)
- nevertebrate (2): phengaris nausithous (Maculinea nausithous), Maculinea teleius
- pești (1): cicar (Lampetra planeri)

Pe lângă speciile protejate, pe teritoriul sitului au mai fost identificate 1 specie de amfibieni, 4 specii de mamifere, 4 specii de nevertebrate, 3 specii de reptile.